# Велико Кириловско језеро
Велико Кириловско језеро (рус. Большое Кирилловское озеро) ледничко је језеро на северозападу европског дела Руске Федерације. Налази се на територији Виборшког рејона, на крајњем северозападу Лењинградске области. Географски се налази у централном делу Лемболовског побрђа, на западу Карелијске превлаке.
Укушна површина језерске акваторије је 3,5 км², максимална дужина је до 3,5 км, а ширина до 1,2 километра. Просечна дубина воде у језеру је око једног метра, а максимално не прелази 2 метра. У језеро се улива неколико мањих потока, док је једина отока река Перовка која га преко Краснохолмског језера повезује са Виборшким заливом Балтичког мора.
Готово 80% површине језера је обрасло барском вегетацијом, обале су доста ниске и јако замочварене. Током пролећа и лета због интензивног цветања језерске вегетације долази до такозваног феномена „цветања воде”. Боја језерске воде крће се у нијансама од жуте до смеђе, а провидност је јако мала и достиже свега 0,5 метара. На дну се налазе моћне наслаге муљевитих материјала, местимично дебљине и до 3 метра.
Ихтиофауну језера чине смуђ, жутоперка, штука и караш.
У непосредној близини језера налази се неколико мањих насеља: Кириловско, Ровно, Кирпично, Нагорно.